# 호앙께비엠
호앙께비엠(베트남어: Hoàng Tá Viêm, 黃繼炎, 1820~1909)은 응우옌 왕조 장군이자 내각대학사였다. 그는 19세기 후반 국경 지역에서 적대세력을 진압하고 프랑스 식민지 침략에 저항하는 데 중요한 역할을 했다.

## 어린 시절
호앙께비엠(1820-1909)은 응우옌 왕조의 장군이었다. 그의 아버지는 카인호아 지방의 포정사 호앙낌썬(黃金燦)이다. 1841년에 민망 황제는 죽었고, 그의 장남 티에우찌가 왕위를 계승했다.
1843년 호앙께비엠은 민망 황제의 다섯 번째 딸인 응우옌 푹꽝띤과 결혼하여 왕자(부마)가 되었다. 그 다음 해, 응우옌 푹꽝띤은 임신 중 28세로 사망했다. 티에우찌 왕은 그녀에게 흐엉 공주라는 칭호를 하사했다.

## 군대

### 연릉국
1849년, 태평천국은 양수청, 소조귀 및 이수성과 함께 홍수전에 의해 일어난 반란이다. 그들은 나중에 장강 남쪽의 남경과 주변 영토를 장악했다. 1857년, 이후 흑기군을 이끌게 되는 유영복이 오능운(吳凌雲)에 합류하여 광서에서 청나라를 상대로 반란을 일으켰다. 1861년 오능운은 광서성 남부에 연릉국을 세웠다. 태평천국과는 달리, 연릉국은 추종자들에게 종교적 의제를 선택하도록 요구하지 않았다. 쩐쫑낌에 따르면 오능운의 아들 오아종(吳亞終)을 태평천국의 신봉자였다고 기록했고, 반면 헨리 매칼리비는 태평천국의 명성을 이용하는 ‘약탈자’로 오능운을 설명하면서 태평천국의 반란으로 남경에서 나라를 세운 이후 광서에서의 부재를 이용해 나라를 세운 것이라고 했다. 브래들리 데이비스(Bradley C. Davis)는 최근에 연릉국과 태평천국은 두 개의 별개의 운동이라고 설명했다.
1863년, 오능운은 풍자재가 이끄는 광서군과의 전투에서 사망하여 연릉국을 위기에 빠뜨렸다. 그의 아들 오아종은 새로운 지도자가 되어 잔당을 이끌고 광서성에서 가장 서쪽에 있는 도시인 구이순을 점령했다. 이 기간 동안, 오아종은 추종자를 계속 찾았고, 반면 유영복은 그의 추종자와 함께 청나라를 떠나 베트남으로 가기로 결정하면서 흑기군을 형성했다.

### 백기군과 흑기군
유영복이 도착하기 전에 청나라 남부의 산적인 백기군은 베트남 북부에서 수년간 공격을 받았다. 다른 말에서는 백기군이 오능운의 이전 추종자였다는 말도 있었다. 1866년, 후에 조정은 응우옌 바응이에게 백기군에게 항복 협상을 맡게 했다. 응우옌 바응이는 군사력 강화를 위해 전통적인 방식을 주장하며, 병력을 이용하기 위해 산적의 두목에게 벼슬을 준다는 것이 탐탁지 않았지만, 협상은 실패로 돌아갔다.
유영복은 백기군과 맞서기 위해 청나라 남부 출신의 덩완(Deng Wan)과 동맹을 맺었다. 1868년 2월, 백기군은 룩옌을 장악했다. 베트남에 막 도착한 유영복은 룩옌을 포위할 계획이었다. 3월에 흑기군은 룩옌을 점령했다. 백기군의 지도자 반반니는 목숨을 잃었다. 유영복은 베트남 당국으로부터 공식 지위를 받았다.

### 오아종과 황기군
유영복을 따라 오아종은 흑기군이 백기군의 반란을 물리친 후 베트남에 입국했다. 오아종의 조카이자 중위인 판룬시 (황총잉 또는 황성안이라고도 함)는 황기군을 설립하여 이전에 백기군의 거점인 하이즈엉으로 이끌었다. 그들의 목표는 베트남 당국이었다. 1868년 3월, 오아종과 황기군은 까오방에 공격을 가했다. 1868년 10월, 황기군은 뚜옌꽝에서 습격을 가했다. 팜티흐엉은 오이치키엠의 도움을 받아 오아종에 대한 원정군을 조직하도록 임명되었다. 1868년 7월, 랑선에서 베트남군이 패배했다.
청나라는 베트남에서 오아종을 진압하기 위해 풍자재를 임명했다. 동시에, 후에 조정은 또한 보쫑빈을 후에 조정과 풍자재 사이의 연결 역할을 하는 국경 순찰 대장으로 승진시켰다. 북부 국경 지대에 있는 오아종을 위한 덧을 놓기 위해 지역 민병대에 자금을 지원한 풍자재의 전략은 비용대비 효율적이지만, 성공적이었다. 1869년 후반, 오아종은 타이응우옌으로 도망쳤고 심한 상처 때문에 죽었다. 또 다른 말로는 오아종이 1870년 박닌에 포위 공격을 할 때 오이치키엠에 의해 살해되었다는 말도 있었다. 오아종이 사망한 후, 황기군과 흑기군은 모두 연릉국에 남아있었다. 아편 거래에 대한 세금 부과와 약탈을 통해 이 두 도적은 베트남 북부를 통제했다. 나중에 황기군과 흑기군 사이에 간단한 전투가 벌어졌고, 라오까이에서 황기군이 추방되었다.

### 호앙께비엠과 청나라 산적
국경 지역의 적기군 문제를 해결하기 위해, 도안토가 통킹군 사령관으로 임명되었다. 도안토가 랑선에 도착하자, 또뚜라는 적기군이 한밤중 랑선에 몰래 침입하여, 도안토를 죽였고, 보쫑빈은 도망쳤다. 1870년, 후에 조정은 호앙께비엠을 랑선, 타이빈 및 닌빈의 총독으로 즉시 임명하여, 똔텃투옛과 함께 베트남 북부의 산적떼를 진압했다.
같은 해 1870년, 판룬시는 뚜옌꽝에 있는 하이즈엉의 이전 요새를 장악했고, 이후 베트남군에게 공격을 가했다. 지방 정부군을 물리친 후, 황기군은 뚜옌꽝를 점령하여 라오까이의 동쪽에서 흑기군을 위협했다. 판룬시의 행동은 후에 조정의 격렬한 논란을 불러왔다. 일부 대신들은 흑기군의 고용에 대해 의심했지만, 조정은 유영복의 공식 지위를 공인했다. 판룬시가 1871년과 1872년에 후에 조정에 항복을 두 차례 제안하자, 흑기군의 감독관인 호앙께비엠은 후에 조정의 협상거부를 황기군과의 중계했다.
1873년 하노이를 공격하여 프란시스 가르니에를 물리친 후, 유영복은 베트남 관군의 부사령관으로 승진했다. 1874년 후반기, 호앙께비엠은 선흥뚜옌의 총독으로 임명되었고, 똔텃투옛은 선떠이 총독과 군사고문관으로 재직하게 되었다. 이 두 대신들은 유영복과 함께 후에 조정의 주요 관심사였던 판룬시 및 황기군과의 싸움을 계속했다. 1874년 초, 그들은 뚜옌꽝의 황기군을 추격하기 위해 군대를 보냈다. 9월, 판룬시는 호앙께비엠에게 항복서한을 보냈지만, 조정은 여전히 관심을 보이지 않았고, 흥호아 총독에게 흑기군으로 하여금 판룬시를 잡으라고 명령했다. 1875년 3월, 후에 조정은 이전에는 황기군 토벌을 위한 청나라의 지원을 거부했지만, 이번에는 청나라의 도움을 받아들여 똔텃투옛에게 청나라군과 협력하여 황기군을 토벌하도록 했다. 리양카이와 류유청이 이끄는 청나라군은 타이응우옌에서 대부분의 황기군을 토벌했다. 반면, 흑기군과 베트남군은 황기군이 소굴로 오래 사용했던 하이즈엉에서 그들을 기다렸다. 전쟁은 판룬시의 사분오시로 끝났다. 1878년, 황기군의 승리에 대한 보상으로 유영복은 후에 조정으로부터 월급과 보급품을 받았다. 그러나 모든 조정 대신들이 흑기군을 받아들인 것은 아니다. 호앙께비엠은 조정과 흑기군의 연락관으로서 유영복과 그의 부하들에게 라오까이 주변의 땅을 경작하도록 장려했다. 이것은 유영복에 대한 조정 대신들의 불만을 무마시킬 수 있을 뿐만 아니라, 한 곳에 흑기군을 묶어두는 역할도 할 수 있는 묘안이었다. 그러나 정작 유영복은 경작이나 라오까이로 떠나는 것에 관심이 없었다. 1878년 3월 말, 흑기군은 흥호아 지방을 약탈했다. 동시에 하노이 대신들은 조정을 통해 유영복의 행동에 대한 완전한 보고를 요구했다. 호앙께비엠은 유영복에 대한 철저한 조사를 통해 베트남 조정에 그의 범죄를 설명할 것을 약속했다.

### 대 프랑스 투쟁

#### 프랑스의 통킹 공격
1860년대, 프랑스인 무기상 장 뒤피(Jean Dupuis)는 태평천국의 난 등 내부 반란이 일어나고 있는 청나라에 무기를 팔 계획이었다. 운남 지방군 사령관 마여룡은 그로부터 소총과 탄약을 적극적으로 구매하려 했다. 뒤피는 홍콩에서 베트남으로 항해하는 선박으로 홍강을 이용하여 운남으로 이동할 수 있는 선박으로 이 무기를 배달하기로 했다. 프랑스 해군성의 승인을 받아 코친차이나의 총독인 마르셀 뒤프레(Marcel Dupré)의 도움으로 뒤피는 1872년 10월 홍콩을 떠나는 선박과 선원을 준비했다. 여행하는 동안 그는 베트남 당국을 두려워하지 않았다. 왜냐하면, 운남성 정부와 계약을 체결해 두었고, 잘 무장된 상선으로 정선 명령을 무시하고, 바로 다음 도시로 떠날 수 있었기 때문이다. 그는 음식과 다른 물자들을 무기와 교환했다. 그는 심지어 판룬시를 만나 황기군과 친교를 다지기도 했다. 풍자재와 흑기군이 황기군과 전투를 벌이고 있는 와중에, 호앙께비엠은 뒤피를 헝호아에 붙들어 두기 위해 관리들에게 뒤피를 따라가라고 명령했다. 뒤피가 운남에 도착하자, 후에 조정은 황기군과의 접촉을 알게 되었으며, 이후 하노이로 돌아오자 그를 구금했다.

## 참고자료
- Huard, L., La guerre du Tonkin (Paris, 1887)
- Thomazi, Auguste, La conquête de l'Indochine (Paris, 1934)

## 같이 보기
- 흑기군